# Malaysia ai XXIV Giochi olimpici invernali
La Malaysia ha partecipato ai XXIV Giochi olimpici invernali, che si sono svolti dal 4 al 20 febbraio 2022 a Pechino in Cina, con una delegazione composta da due sciatori alpini: Jeffrey Webb e Aruwin Salehhuddin. I due atleti sono stati portabandiera della squadra nel corso della cerimonia di apertura.
Questa partecipazione rappresenta la seconda presenza del paese ai Giochi olimpici invernali.

## Delegazione
| Sport      | Uomini | Donne | Totale |
| ---------- | ------ | ----- | ------ |
| Sci alpino | 1      | 1     | 2      |
| Totale     | 1      | 1     | 2      |

## Risultati

### Sci alpino
| Atleta             | Evento                    | Tempo     | Tempo     | Tempo   | Posizione |
| Atleta             | Evento                    | 1ª manche | 2ª manche | Totale  | Posizione |
| ------------------ | ------------------------- | --------- | --------- | ------- | --------- |
| Jeffrey Webb       | Slalom speciale maschile  | DNF       | DNF       | DNF     | DNF       |
| Aruwin Salehhuddin | Slalom speciale femminile | DNF       | DNF       | DNF     | DNF       |
| Aruwin Salehhuddin | Slalom gigante femminile  | 1'06"13   | 1'06"15   | 2'12"28 | 38ª       |